# Radevia hanusi
Radevia hanusi es una especie de escarabajo. Es la única especie del género Radevia, familia Leiodidae. Fue descrita por Knirsch en 1925. Se encuentra en Bulgaria.